# Friedrich Wilhelm Unger

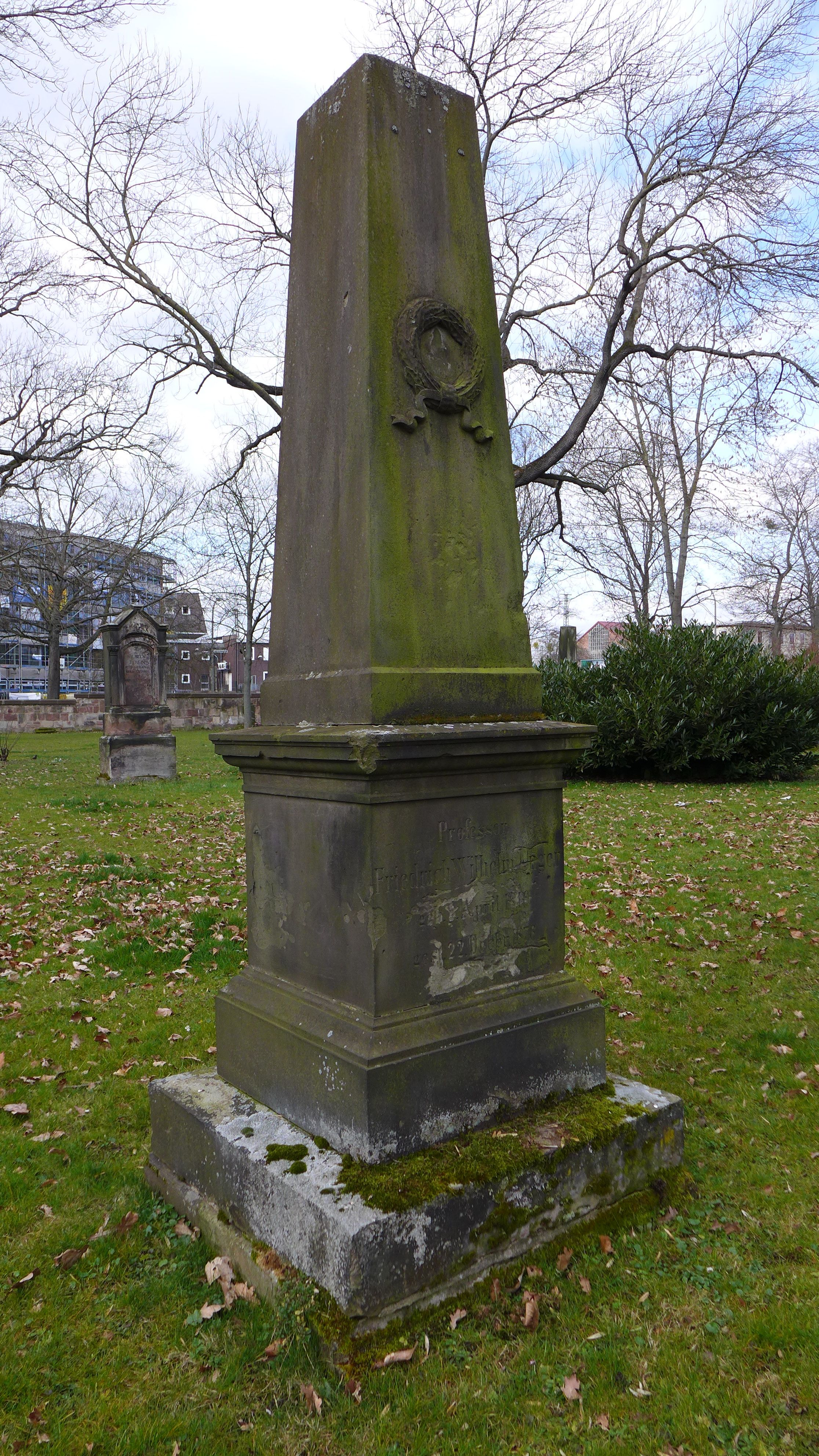
Grab von Friedrich Wilhelm Unger in Göttingen (Bartholomäusfriedhof)

Friedrich Wilhelm Unger (* 8. April 1810 in Hannover; † 22. Dezember 1876 in Göttingen) war ein deutscher Jurist und Kunsthistoriker.

## Leben und Wirken
Friedrich Wilhelm Unger war der Sohn des Konsistorialsekretärs Friedrich Rudolf Bodo Unger (1777–1821) und von dessen Ehefrau Luise Frederike Henrietta Unger geb. Worms (1779–nach 1821). Als er 11 Jahre alt war, starb sein Vater am 11. Mai 1821. Seine Mutter übertrug Johann Andreas Wehner die Vormundschaft, später auch für seinen jüngeren Bruder Julius Bodo Unger. Für zwei Jahre wechselte Unger 1827 an das Gymnasium in Gotha. 1829 begann er sein Jura-Studium an der Universität Göttingen, das er zwei Jahre für den Besuch der Kunstakademie in München unterbrach. 1832 kehrte er nach Göttingen zurück und schloss dort 1834 sein Studium mit der Promotion zum Dr. jur. ab. 1834 trat er als Amtsauditor in Hannover in den Staatsdienst ein, am 16. Mai 1835 heiratete er Ernestine Wurm, 1837 wurde er Amtsassessor. 1838 wechselte er nach Göttingen, wo er sich 1840 an der juristischen Fakultät habilitierte. Er wurde Mitglied des juridischen Spruchkollegiums in Göttingen. Seit 1842 arbeitet er an der Universitätsbibliothek Göttingen, wo er 1845 als Bibliothekssekretär fest angestellt wurde. Dort ordnete er u. a. die 1848 gesammelten „Collecio Libellorum“ aus der Nationalversammlung in der Frankfurter Paulskirche.
Seit 1849 widmete er sich der Kunstgeschichte, seit 1857 lehrte er diese an der Universität Göttingen, 1858 wurde er dafür habilitiert, im Frühjahr 1863 schließlich neben seiner Bibliotheksstelle zum außerordentlicher Professor für Kunst und Kunstgeschichte sowie Direktor der akademischen Galerie ernannt. Einer seiner Interessenschwerpunkt war die frühchristliche und byzantinische Kunst.
Er starb in Göttingen und wurde auf dem Bartholomäusfriedhof beerdigt. Sein dortiges Grabdenkmal in der Form eines Obelisken trägt die Inschrift: „Das Andenken des Gerechten bleibt im Segen“.
Sein Sohn William Unger wurde Kupferstecher und Radierer.

## Schriften (Auswahl)
- De duorum praecipuorum iurisprudentiae apud veteres systematum tam indole quam origine libellus. Dissertation, Göttingen 1834.
- Geschichte des öffentlichen Rechts in den Landen zwischen Niederrhein und Niederelbe von den ältesten Zeiten bis zur Ernennung des ersten sächsischen Herzogs ums Jahr 840 n. Chr. Geb. – eine Einleitung in eine Geschichte der Staatsverfassung dieser Lande. Vandenhoeck & Ruprecht, Göttingen 1839.
- Die Altdeutsche Gerichts-Verfassung. Dieterich, Göttingen 1842.
- Geschichte der deutschen Landstände. Kius, Hannover 1844.
- Roemisches und nationales Recht. Eine Schilderung der Stellung des roemischen Rechts im modernen State und vornehmlich des Kampfes zwischen dem nationalen und roemischen Rechte im Koenigreiche Kastilien. Göttingen 1848.
- Das deutsche Parlament und das monarchische Prinzip. Dieterich, Göttingen 1848.
- Perspective oder Lehre von der Abbildung nach Form, Beleuchtung und Farbe. Vandenhoeck & Ruprecht, Göttingen 1856.
- Die bildende Kunst. Aesthetische Betrachtungen über Architektur, Sculptur und Malerei für Künstler und Kunstfreunde. Wigand, Göttingen 1858.
- Uebersicht der Bildhauer- und Malerschulen seit Constantin dem Grossen. Zum Gebrauch bei Vorlesungen und zugleich als geschichtliche Hülfstafeln für Künstler und Kunstfreunde. Dieterich, Göttingen 1860.
- Göttingen und die Georgia Augusta. Eine Schilderung von Stadt, Land, Leuten in Vergangenheit und Gegenwart für Einheimische und Fremde. Deuerlich, Göttingen 1861 (Digitalisat, auf digitale-sammlungen.de, abgerufen am 10. Oktober 2024). – Englische Besprechung in: The North American Review, Bd. 96, Nr. 199, 1863, S. 447–466, auf jstor.org, abgerufen am 10. Oktober 2024.
- Die Bauten Constantin's des Grossen am heiligen Grabe zu Jerusalem. Dieterich, Göttingen 1863.
- Quellen der byzantinischen Kunstgeschichte, ausgezogen und übersetzt von Friedrich Wilhelm Unger. Band 1 (= Quellenschriften zur Kunstgeschichte des Mittelalters Bd. 12). Braunmüller, Wien 1878 (Digitalisat).